# Jean Seri
Jean Michaël Seri (Grand-Bereby, 19 de julho de 1991) é um futebolista marfinense que atua como meio-campista. Atualmente joga pelo Al-Orobah, da Arábia Saudita.

## Carreira

### Nice
Pelo Nice, foi um dos principais destaques da Ligue 1 de 2016–17. E, por causa disso, chegou a estar muito próximo do Barcelona, mas o Paris Saint-Germain atravessou a negociação e frustrou a ida dele para o Barça, e ele continuou no Nice.

### Fulham
No dia 12 de julho de 2018, Jean Seri acertou-se oficialmente pelo Fulham por £25 milhões. Em 26 de agosto, Seri marcou seu primeiro gol na vitória por 4–2 sobre o Burnley.

### Galatasaray
No dia 19 de julho de 2019 foi oficializado no clube Galatasaray.

### Hull City
Em 8 de julho de 2022, Seri assinou com o Hull City por três anos.

## Seleção Marfinense
Jean Seri representou o elenco da Costa do Marfim no Campeonato Africano das Nações de 2017.

## Títulos
Galatasaray
- Supercopa da Turquia: 2019

Fulham
- EFL Championship: 2021–22

Seleção Marfinense
- Campeonato das Nações Africanas: 2023

### Prêmios individuais
- Seleção do Campeonato Africano das Nações: 2023